# スペンサー・ウェルズ

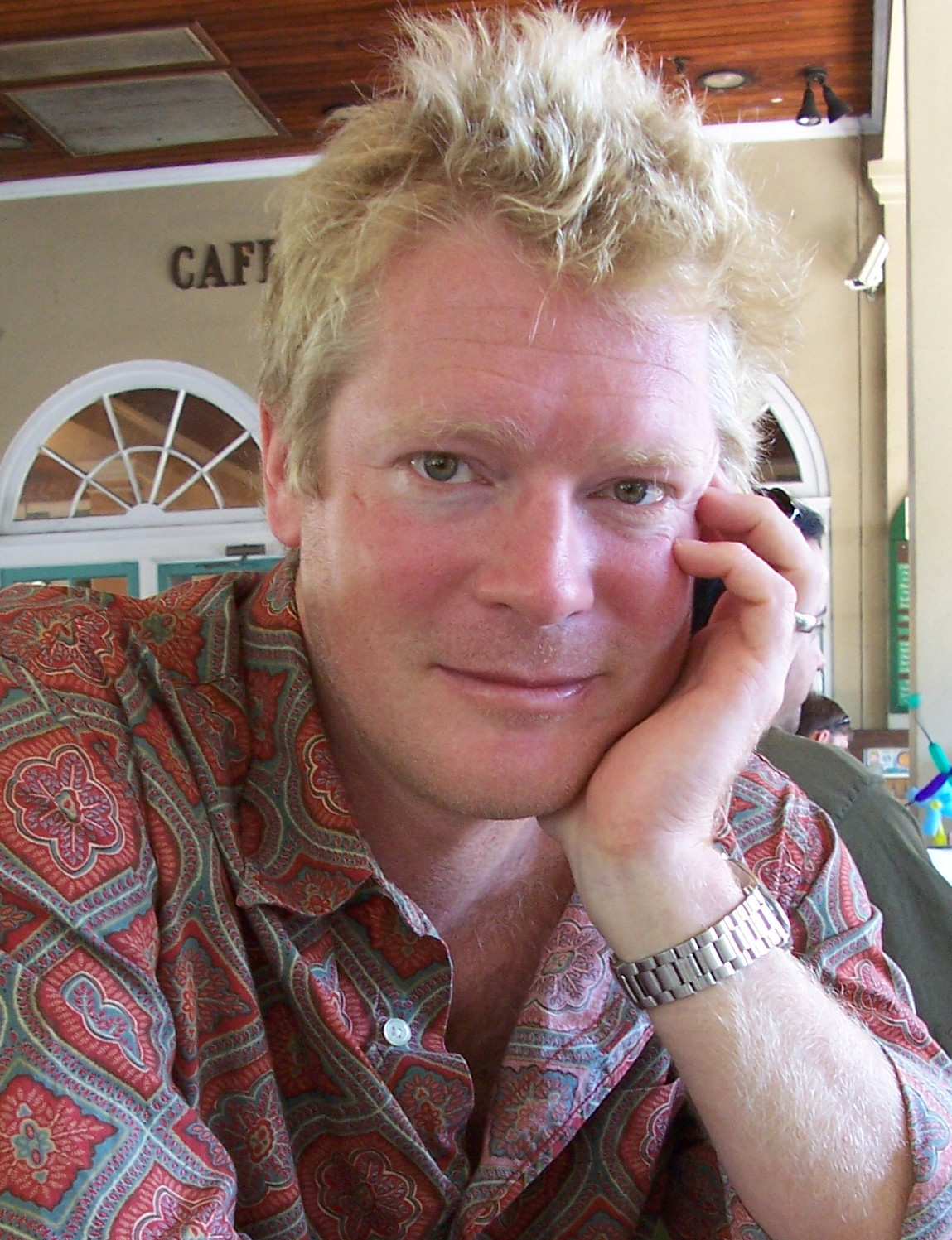
スペンサー・ウェルズ

スペンサー・ウェルズ（Spencer Wells, 1969年4月6日 - ）は、アメリカ合衆国の人類学者・遺伝学者。ナショナルジオグラフィック協会のジェノグラフィック・プロジェクトのプロジェクト・ディレクターである。

## 経歴
- 1969年、アメリカ合衆国ジョージア州マリエッタで生まれ、テキサス州ラボックで育つ[1]。
- 1988年、テキサス大学オースティン校で生物学（進化論・遺伝学）を学ぶ。
- 1994年、ハーバード大学で生物学の博士号を取得。
- 1994年から1998年まで博士研究員としてスタンフォード大学で、『中央アジアの人口集団が示す遺伝的特質に関する研究』などを行う。
- 1999年から2000年までは、英国・オックスフォード大学では、集団遺伝学の研究を行った。
- その他、ハーバード公衆衛生大学院の客員教授としても研究活動をしている。

## 研究

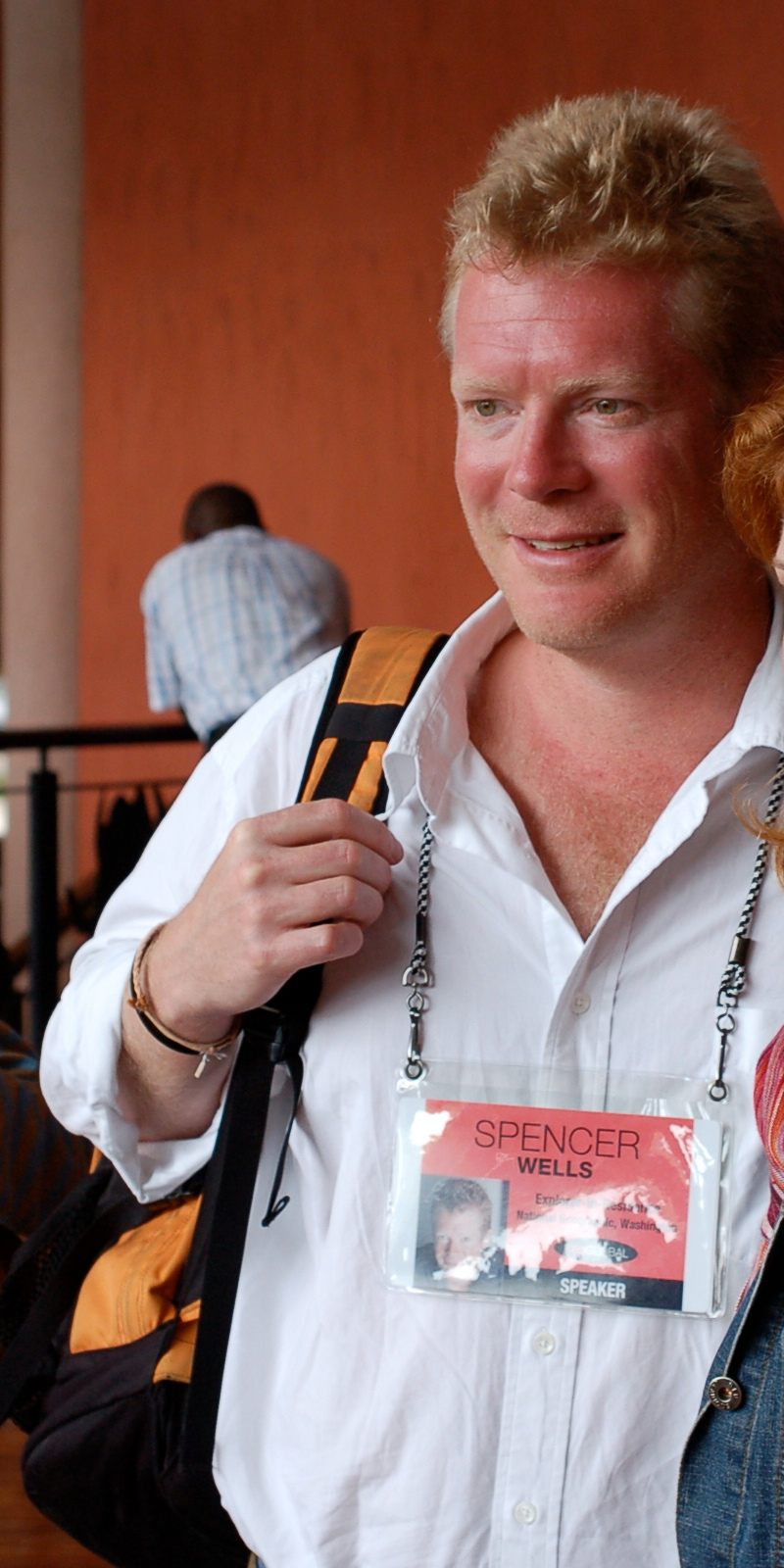
スペンサー・ウェルズ

彼が2002年に著した『The Journey of Man: A Genetic Odyssey』では、現生人類が最初に出アフリカを果たした時から、約5万年にも及ぶ人類の移動経路を明らかにするために遺伝子のデータを用いて説明を行ったドキュメンタリー。
その内容は、最初に出アフリカを果たしたホモ・サピエンスの集団は、アラビア半島の南東部からインド南部を通る南方経由のルートを辿って東南アジアからオーストラリアまで進出した。
そして、世界の非アフリカ系の人々の約9割にあたる、もう一つの集団は、北方経由のルートを辿りユーラシア大陸・北アフリカ（出アフリカ後に再びアフリカに戻った集団）・南北アメリカ大陸に進出したという説を唱えた。これは、現在アフリカ単一起源説を語る上では最も基本となる定説となっている。
彼はまた、世界中のあらゆる地域に住む人々からDNAを採取・分析することによって、現在、全世界を網羅する総ての人類は、6万～9万年前に東アフリカに住んでいた一人の男性の子孫にあたるとの結論に達した 。これは、現在Y染色体アダムと呼ばれている概念にあたる。
2005年以降、彼はナショナル・ジオグラフィック協会とIBMが共同で進めるジェノグラフィック・プロジェクトのプロジェクト・ディレクターとして活動を行っている。
2007年、人間社会と人類遺伝学とのつながりを研究した人物に贈られるキスラー賞を受賞。
2009年8月5日、来日し日本科学未来館7階（みらいCANホール）にて『私たちは、どこから来たのか?』という講演会を開催し、日本で初めて研究成果を公開した。

## 著書
- 『The Journey of Man: A Genetic Odyssey』2002年
- 『深い家系』2006年、ナショナル・ジオグラフィック協会、ISBN 1426201184
- 『アダムの旅-Y染色体がたどった大いなる旅路-』和泉裕子訳、2007年2月5日

## 家族・その他
- 妻と2人の娘がおり、現在は英国のイースト・アングリアに在住している。
- ウェルズ自身のY染色体ハプログループはR1b（R-M343）である[10]。